# Knikkergal
De knikkergal of galnoot is een gladde, ronde, 10–20 mm grote gal, die voorkomt in bladoksels van tweejarig hout van de zomer- en wintereik en wordt veroorzaakt door de galwesp Andricus kollari. De galwesp legt haar eitje in de bladoksels, waarna de boom geprikkeld wordt tot het vormen van gallen. De gal is groen, maar wordt in augustus bruin en heeft een dikke, harde wand. In de gal zit de larve van de galwesp. Eind augustus- begin september kruipt de galwesp door een op een houtworm lijkend gaatje uit de gal. De gal kan na het verlaten van de galwesp aan de boom blijven zitten.

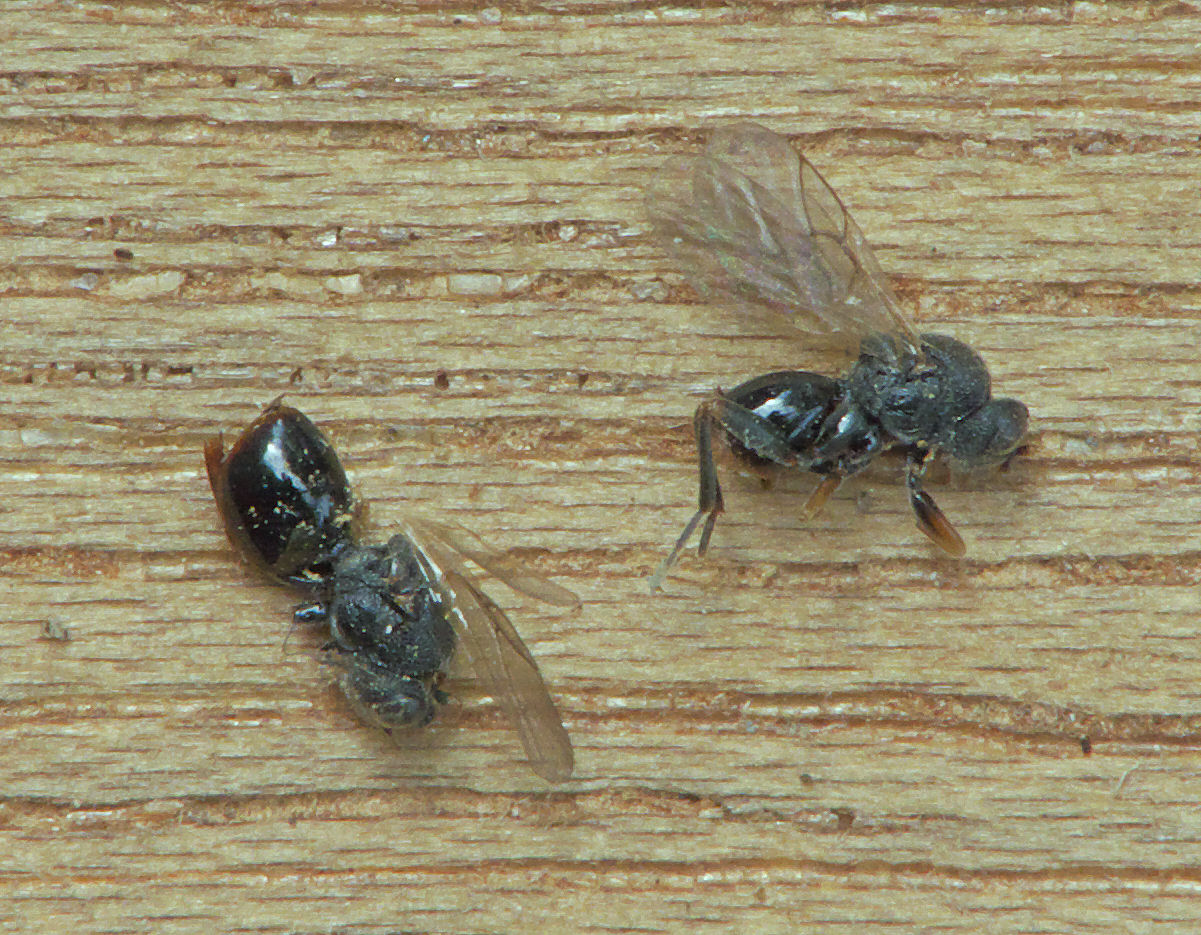
Andricus kollari (galwesp)

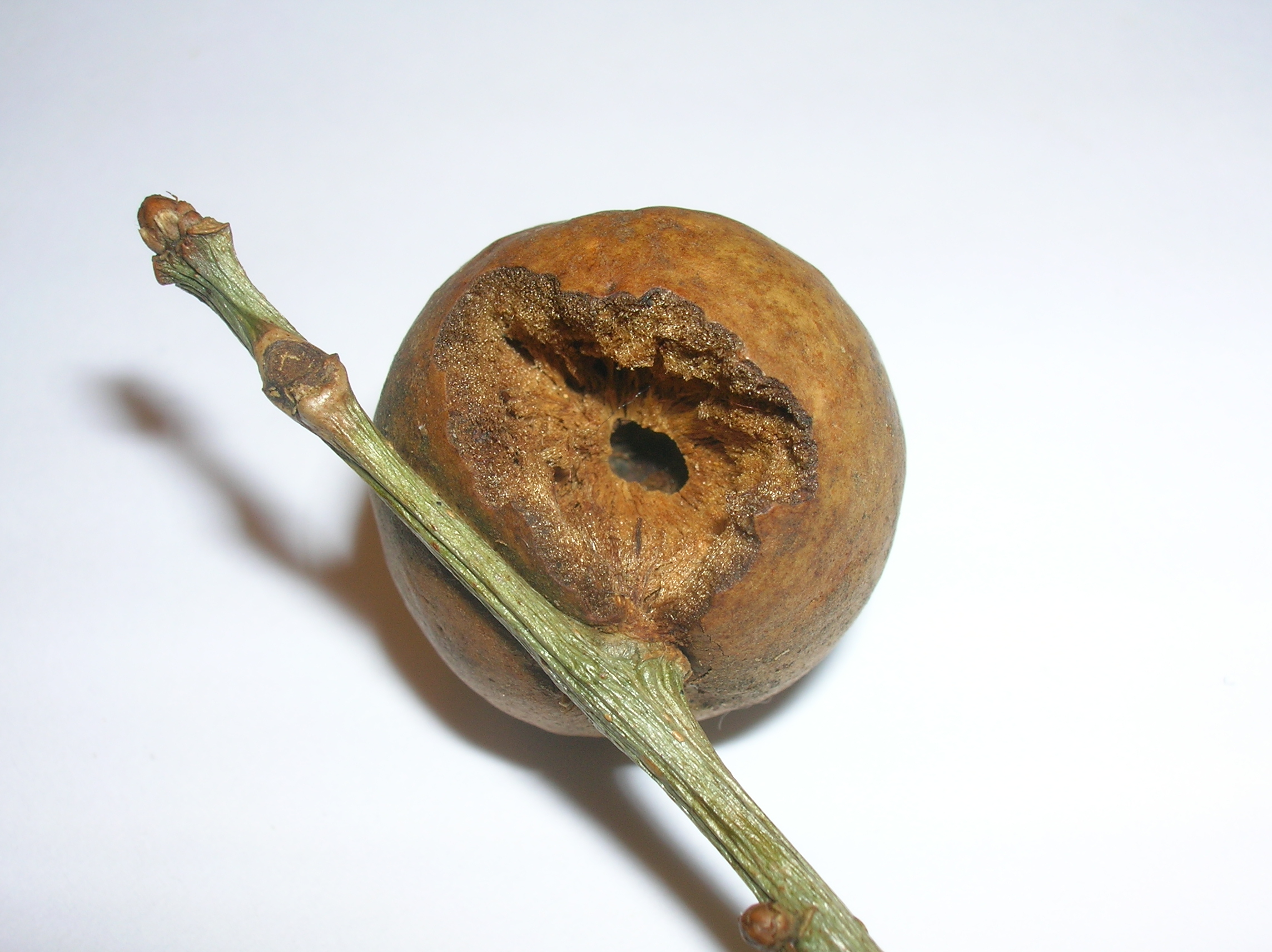
Door een vogel aangepikte knikkergal

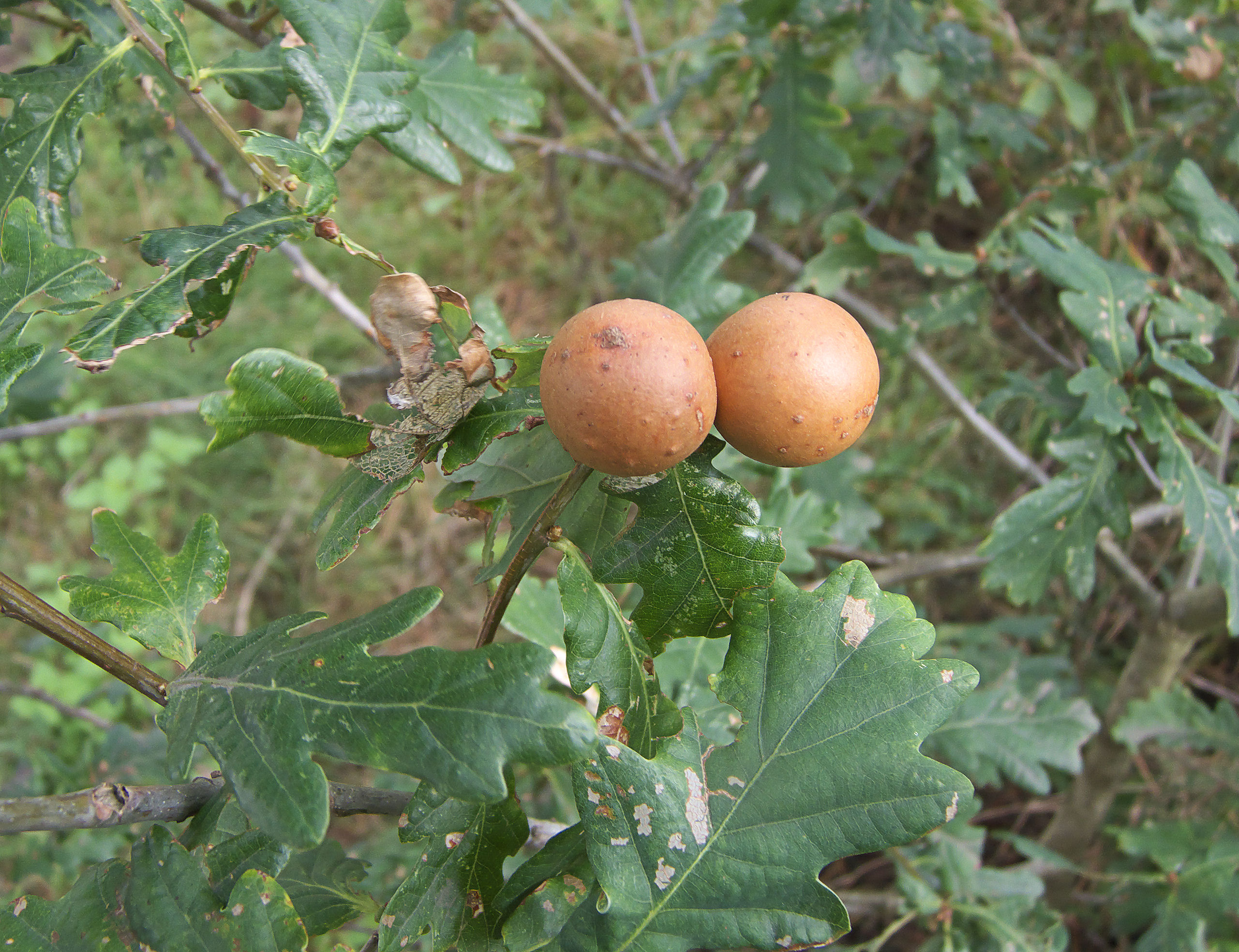
Knikkergal begin september

Uit de knikkergal komen zowel mannetjes als vrouwtjes. Na bevruchting leggen de vrouwtjes hun eieren op de moseik. De moseik vormt knopgallen, de zogenaamde vogelnestgallen, waaruit alleen vrouwtjes galwespen komen. Deze vrouwtjes leggen door parthenogenese hun eitjes op de zomer- en wintereik.
De vrouwtjes uit de vogelnestgallen zijn 3,5-4,5 mm lang en die uit de knikkergallen van de zomereik of wintereik 1,7–2 mm lang. De mannetjes zijn 1,7–2 mm lang.
Vogels pikken de larve soms uit de knikkergal.